# Klot

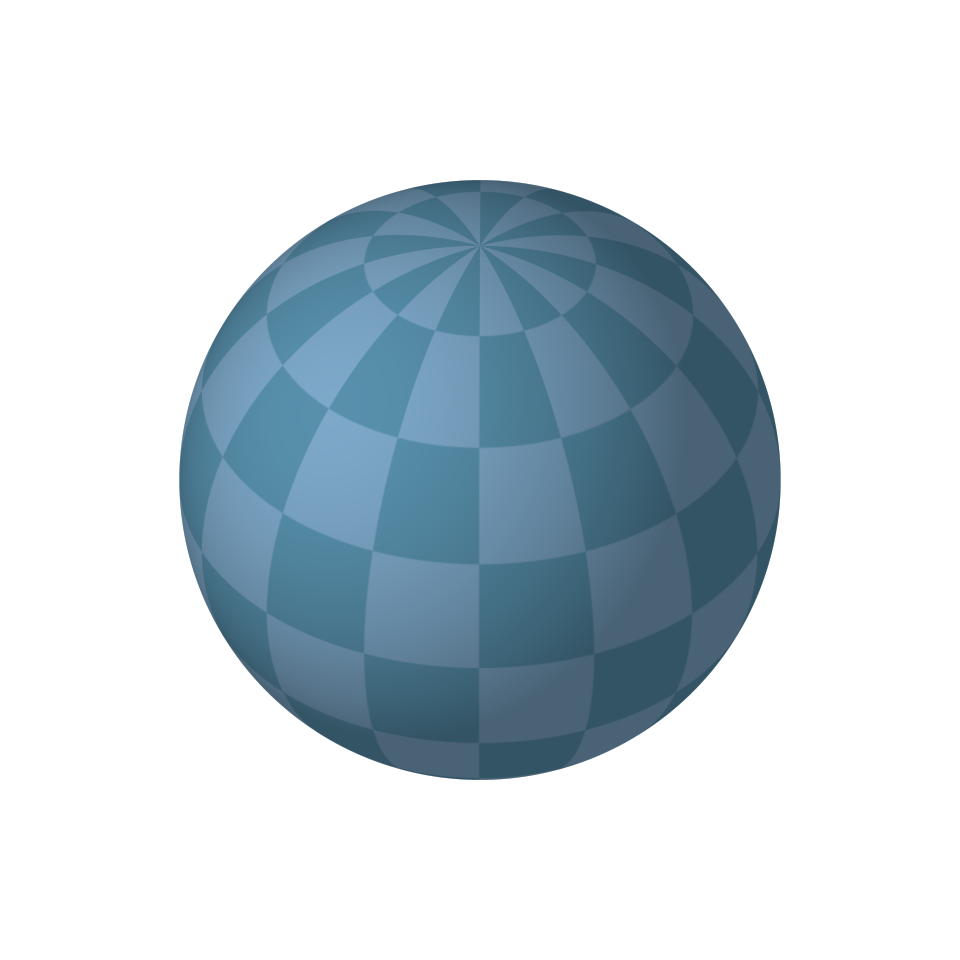
Klot

Ett klot är en tredimensionell solid kropp vars begränsningsyta är en sfär.
Klotets volym kan beräknas med formeln
{\displaystyle V={4\pi r^{3} \over 3}}
där r   är klotets radie.
En cylinder som omsluter ett klot har en volym som är 3/2 gånger klotets, vilket (tillsammans med formlerna för sfärens yta och klotets volym) redan Arkimedes kände till.
Mantelytan är
{\displaystyle A={4\pi r^{2}}}

## Härledning av volymformeln
En halvcirkel med radien r och centrum i origo motsvarar funktionen (se Pythagoras sats)
{\displaystyle f(x)={\sqrt {r^{2}-x^{2}}},x\in [-r,r]}
Motsvarande rotationskropp har volymen
{\displaystyle \int _{-r}^{r}\pi (r^{2}-x^{2})dx}
Termerna separeras
{\displaystyle \int _{-r}^{r}\pi r^{2}dx-\int _{-r}^{r}\pi x^{2}dx}
och de primitiva funktionerna blir
{\displaystyle \pi r^{2}\left[x\right]_{-r}^{r}-\pi \left[{\frac {x^{3}}{3}}\right]_{-r}^{r}}
Insättning av r och −r ger
{\displaystyle \pi (r^{3}-(-r^{3}))-\pi \left({\frac {r^{3}}{3}}-\left(-{\frac {r^{3}}{3}}\right)\right)={\frac {4}{3}}\pi r^{3}}

## Klot i analytisk geometri
Inom analytisk geometri beskrivs klotet i ett kartesiskt koordinatsystem med ekvationen
{\displaystyle (x-a)^{2}+(y-b)^{2}+(z-c)^{2}\leq r^{2}}
där (a, b, c) är klotets medelpunkt och r är dess radie.